# Sony Mobile
Sony Mobile Communications Inc. (раніше знана як Sony Ericsson Mobile Communications AB) — міжнародна телекомунікаційна компанія, заснована в 2001 як спільне підприємство шведського телекомунікаційного виробника Ericsson та японського виробника електронної техніки Sony. Компанія виробляла мобільні телефони та аксесуари до них під брендом Sony Ericsson, та була одним із лідерів світового ринку мобільних телефонів. З 2012 року компанія сконцентрувалася на виробництві смартфонів.
У лютому 2012 100% власником компанії стала Sony Corporation, а компанію перейменовано на Sony Mobile Communications Inc..
Штаб-квартира розташована в Токіо, але компанія зареєстрована в Швеції.

## Історія компанії

Логотип Sony Ericsson

У 2001 пан Ян Веребю допоміг створити компанію Sony Ericsson Mobile Communications, спільне підприємство Ericsson та Sony. Він є виконавчим віцепрезидентом корпорації та очолює службу продажів і маркетингу.
З 22 липня 2004 пост президента компанії займає Майлз Флінт. З 1 листопада 2007 президентом є Хідекі Коміяма.
З 1 вересня 2009 президентом є Берт Нордберг.
Засновники компанії
- Sony Digital Telecommunication Network Company (50 %)
- Ericsson Division Consumer Products

### Поглинання з боку Sony
Sony Ericsson від 2010 втрачала позиції на всіх фронтах стільникового ринку.  У четвертому кварталі 2011-го компанія реалізувала приблизно 9,0 млн мобільних телефонів і смартфонів, що на 20% менше в порівнянні з останньою чвертю 2010-го (11,2 млн штук).  Постачання за рік знизилося на ті ж 20% — з 43,1 до 34,4 млн штук.
Для порятунку бізнесу Sony вирішила сконцентрувати компанію цілком у своїх руках, викупивши долю партнера.
У лютому 2012 корпорація Sony оголосила про завершення операції з придбання 50-процентної частки Ericsson  в спільному підприємстві Sony Ericsson.  Покупка обійшлася в € 1,05 млрд. Викупивши частку шведського партнера, Sony сподівається зміцнити позиції в сегменті стільникових апаратів, тісніше інтегрувавши телефонний бізнес зі своїми підрозділами з випуску планшетів, персональних комп'ютерів і портативних гральних консолей. 
Після придбання колишня Sony Ericsson називається Sony Mobile Communications.  Штаб-квартира компанії міститься в Токіо (Японія); штат налічує близько 8000 співробітників, а обов'язки президента і виконавчого директора покладено на Берта Нордберга, який раніше очолював Sony Ericsson.

## Діяльність
Sony Ericsson активно співпрацює з Vodafone і виробляє велику кількість телефонів для звичайних GSM та 3G мереж. Дослідницькі центри компанії розташовані у Швеції, Японії, Китаї, США та Великої Британії. За оцінками аналітиків ABI Research, в II кварталі 2008 Sony Ericsson займала 5-е місце у світі за кількістю проданих телефонів (доля ринку 8,3%) після Nokia (40,3 %), Samsung Mobile (15,2 %), Motorola (9,3 %), LG (9,2 %).
У 2007 об'єм продажів телефонів — 103,4 млн одиниць (ріст 38%, 74,8 млн одиниць).

## Продукція
Окрім своїх телефонів, компанія продає під маркою Sony Ericsson дешеві телефони фірми Softinnova (раніше Sagem). До числа таких телефонів відносяться SonyEricsson F305, SonyEricsson S302, SonyEricsson S312, SonyEricsson W302, SonyEricsson W395. 
Раніше за ODM-схемою сторонніми постачальниками також випускалися телефони J100, J110, J120, J132, K200, K220, K330, R300, R306, T250, T280, T303, Z250, Z320.
У 2009 анонсовані моделі: Sony Ericsson Satio, Sony Ericsson Aino, Sony Ericsson Yari, Sony Ericsson XPERIA X10, Sony Ericsson XPERIA RAY.

### Цікаві факти
У всіх телефонів Sony Ericsson є система тестів, що дозволяє дізнатися службову інформацію, параметри послуг.
Скористатися системою тестів і побачити всі слова в телефоні можна швидко вводячи наступний код: →,*,← ← *,← * або *→,*← ←,*←,* (вводити в головному меню і швидко).